# Leigh Stephens
Pour les articles homonymes, voir Stephens.
Leigh Stephens est un guitariste et auteur-compositeur américain  connu pour être l'ancien guitariste principal du groupe de rock psychédélique de San Francisco Blue Cheer.

## Blue Cheer
Stephens a enregistré deux albums avec le groupe : Vincebus Eruptum et Outsideinside. Il a affirmé avoir été le seul membre du groupe qui n'a pas consommé de drogues. Son remplaçant en tant guitariste principal de Blue Cheer était Randy Holden.

## Après Blue Cheer
Il forme Silver Metre en 1969, avec Pete Sears, Micky Waller (batteur), et Jack Reynolds (chanteur), a enregistré un album au Trident Studios à Londres, en Angleterre, sorti sur National General Records, produit par leur manager, le pionnier de la radio FM rock Tom Donahue.

## Reconnaissance
Il a été classé en 2003, numéro 98 dans la liste des 100 plus grands guitaristes de tous les temps du magazine Rolling Stone.

## Discographie

### Avec Blue Cheer
- Vincebus Eruptum (1968)
- Outsideinside (1969)

### Solo
- Red Weather (1969)
- ...and a Cast of Thousands (1971)